# Kihō
Kihō (jap. 紀宝町 Kihō-chō) – miasto w Japonii, na wyspie Honsiu, w prefekturze Mie. Według danych na rok 2020 miejscowość zamieszkiwało 10 321 mieszkańców , a gęstość zaludnienia wyniosła 129,6 os./km².